# Isabel Berghout
Isabel Berghout (* 19. April 1987 in Gouda, Niederlande) ist eine deutsch-niederländische Schauspielerin.

## Leben
Isabel Berghout erhielt ihre Ausbildung von 2008 bis 2012 am Schauspielhaus Salzburg, wo sie 2008 in der Rolle eines Munchkin in Der Zauberer von Oz debütierte. Während des Studiums spielte sie in weiteren zahlreichen Stücken mit. Darüber hinaus absolvierte sie Kurse in Bühnenkampf und Filmfighting in London. Weitere Stationen ihrer Bühnenlaufbahn waren bislang u. a. das Ernst-Deutsch-Theater in Hamburg, das Theater Hof und Das Theater an der Effingerstrasse in Bern.
Seit 2011 arbeitet Isabel Berghout auch für Film und Fernsehen. Erstmals stand sie in dem Kurzfilm wohnen.unter glas vor der Kamera. Im Laufe der 12. Staffel der ZDF-Krimiserie SOKO Wismar kam sie als niederländische Polizistin Anneke van der Meer ins Team. Sie spielte in 75 Folgen mit. 

## Filmografie (Auswahl)
- 2011: wohnen.unter glas[1]
- 2012: Dope Soap[1]
- 2012: Sprachlos
- 2012: Nein, Aus, Pfui! Ein Baby an der Leine
- 2013: ...erlöse uns von dem Bösen[1]
- 2014: Der Staatsanwalt – Hackordnung
- 2014: Wann endlich küsst Du mich[1]
- 2015–2017: SOKO Wismar (75 Folgen)
- 2018: Heldt – Carlo
- 2019: Nachtschwestern (10 Folgen)
- 2020: Eine Handvoll Wasser
- 2020: Weihnachtstöchter
- 2022: Der Staatsanwalt – Alles vom Leben
- 2022: Sayonara Loreley (Fernsehfilm)
- 2023: Bettys Diagnose – Wahrheit oder Täuschung